# Classe moyenne (film)
Cet article concerne le film. Pour la classe sociale, voir classe moyenne.
Pour plus de détails, voir Fiche technique et Distribution.
Classe moyenne est une comédie franco-belge réalisée par Antony Cordier sorti en 2025.
Le film est présenté en avant-première mondiale au Festival de Cannes 2025 dans la section Quinzaine des cinéastes. Sa sortie nationale française est prévue pour le 24 septembre 2025.

## Fiche technique
- Titre original : Classe moyenne[1]
- Réalisation : Antony Cordier
- Assistance réalisation : Clément Comet
- Scénario : Jean-Alain Laban, Steven Mitz, Antony Cordier, Julie Peyr
- Photographie : Nicolas Gaurin
- Montage : Camille Toubkis
- Musique originale : Clémence Ducreux
- Musique additionnelle : Sascha Funke, Boris Brejcha, Thylacine
- Décors : Eugénie Collet, Marc-Philippe Guérig
- Costumes : Sabrina Riccardi
- Production : Pauline Attal et Julien Madon (producteurs), Aimée Buidine (productrice associée), Bastien Sirodot (co-producteur), Philippe Guez (producteur délégué)
- Sociétés de production : Cheyenne Federation (Paris), Umedia (Bruxelles), en association avec la SOFICA LBPI 18
- Pays de production :  France et  Belgique
- Langue originale : français
- Format : couleurs, 2,35:1
- Genre : Comédie
- Durée : 95 minutes
- Dates de sortie : 
  - France : 19 mai 2025 (Festival de Cannes 2025)[2] ; 24 septembre 2025 (sortie nationale)[3]

## Distribution
- Laurent Lafitte : Philippe Trousselard
- Élodie Bouchez : Laurence Trousselard
- Laure Calamy : Nadine Azizi
- Ramzy Bedia : Tony Aiziz
- Sami Outalbali : Mehdi El Glaoui
- Noée Abita : Garance Trousselard
- Mahia Zrouki : Marylou Azizi
- Ryad Ferrad : Le gendarme
- Candide Sanchez : Le journaliste

## Production
Il s'agit du 4e long-métrage réalisé par Antony Cordier (également connu pour la série OVNI(s)) ainsi que la 4e collaboration entre le réalisateur et l'actrice Élodie Bouchez.
Le tournage se déroule à Castillon-du-Gard et à Nîmes dans le Gard du 5 août au 7 septembre 2024,.

## Sortie
Le film est projeté au 78e Festival de Cannes le 18 mai 2025 dans la section Quinzaine des cinéastes. 

## Distinctions

### Sélections
- Festival de Cannes 2025 : sélection officielle, Quinzaine des cinéastes

### Prix
- Festival du Cinéma Français d'Aix-les-Bains : Prix du Meilleur Second Rôle : Sami Outalbali
- Festival de Vannes : Prix du Public